# Změna jména
Změna jména je právní akt, který podléhá registraci v jurisdikci, která vede domicilní evidenci jména. Právní náležitosti změny se řídí právním řádem jurisdikce, která změnu eviduje.

## Česká republika
V České republice řeší tuto problematiku zákon č. 301/2000 Sb., o matrikách, jménu a příjmení. Tato právní úprava umožňuje změnu jména a příjmení u osob, které mají občanství České republiky, nebo osob, které mají v ČR povolený trvalý pobyt.

### Omezení vylučující změnu
- Žádá-li muž o změnu na jméno ženské, nebo žena na jméno mužské.
- Žádá-li se o změnu na jméno zkomolené, zdrobnělé, domácké, nebo na jméno, které užívá žijící sourozenec společných rodičů.
- Jestliže by byla v rozporu s potřebami a zájmy nezletilého.

### Změny se schválí zejména pokud
- Jde-li o příjmení hanlivé, směšné, nebo je-li pro to vážný důvod.